# べとべとさん
べとべとさんは、日本の妖怪の一種。夜道を歩く人間の後をつけてくるといわれる。奈良県宇陀郡では暗い夜道で遭うといい、静岡県では小山を降りてくるときに遭うという。

## 概要
足音がするのみで人に危害を加えることはないとされるが、足音を不気味に感じるときには道の片側に寄って、「べとべとさん、お先にお越し」（奈良県）「お先にお越し」（静岡県）「お先にどうぞ」（同県）などと唱えれば、ついてきた人間から離れるという。妖怪漫画家・水木しげるは「この妖怪と思われるものと遭遇したことがある」と語っている。水木の地元、西日本旅客鉄道（JR西日本）境線・米子空港駅の愛称が「べとべとさん」駅である。

## 創作物におけるべとべとさん

鳥取県境港市・水木しげるロードに設置されている「べとべとさん」のブロンズ像。口の中に賽銭が入れられている。

べとべとさんは、本来音だけで姿が見えない存在だが、水木しげるの漫画『ゲゲゲの鬼太郎』・『のんのんばあとオレ』・『コミック昭和史』などにも登場する。同作のべとべとさんは、丸い頭部に足が生えた格好で、微笑んだような愛嬌のある口が大きく開いている。図像化された姿は、伝承を基に水木が想像したものだが、水木は漫画のキャラクターとしてではなく正式に妖怪画集でも図像化・解説しており、映像作品ではアニメ『鬼太郎』第6期・実写映画『鬼太郎』第1作・テレビドラマ『ゲゲゲの女房』にも登場している。水木自身も少年時代に「べとべとさん」体験をしており、怖くて後ろを振り返れなかった事や、妖怪の事を色々教えてくれた「のんのん婆」（本名・景山ふさ）から聞かされた出会った時の対処法も、水木執筆の妖怪事典関係や各漫画等の作品に記述されている。水木の体験とのんのん婆からの教えが画集や漫画のイメージに繋がったという。消える時の仕草や図像化された姿などから、愛らしさを感じる者が多く、人気がある妖怪の一つである。鳥取県境港市の水木しげるロードには同様のデザインのブロンズ像があり、「かわいい」と声をかける女性もおり、観光客がお参りに似た気分で口に賽銭を入れることも多い。鳥取県境港市の観光協会による「妖怪人気投票」の第1回（2007年発表）では9位に、第2回（2009年発表）では7位に選ばれている。
平成以降には、昭和期のような人間対妖怪に主題を置いた作品ではなく、人間と妖怪の共存をテーマとした作品が多くなるが、その一つとして2004年（平成16年）発表のSF小説およびアニメ作品『ぺとぺとさん』では、べとべとさんの子孫として美少女キャラクターの「ぺと子」が登場する。妖怪のような異形の存在が、時として「萌え」の対象となり得る一つの例とも見られている。

## 類話
福井県坂井郡（現・坂井市）に伝わる「びしゃがつく」は、冬のみぞれの降る中、暗い夜道を歩く人間の後を、姿の見えないものがびしゃ、びしゃとみぞれ混じりの道を歩くような音を立ててつけてくるという怪異が伝わっており、べとべとさんと同類の妖怪とされる。
近年知られる「テケテケ」も、足音の妖怪としてほぼ同様の存在であるが、こちらは完全に恐怖の対象として語られる存在である。